# City of Edinburgh Council
City of Edinburgh Council (skotsk gælisk: Comhairle Baile Dhùn Èideann) er lokalregeringen, der dækker området Edinburgh, hovedstaden i Skotland. Med et befolkningstal på 518.500 i 2019 er det det næststørste lokale myndighedsområde i Skotland.
Rådet fik sin nuværende form i 1996 under Local Government etc. (Scotland) Act 1994, hvor det erstattede City of Edinburgh District Council i Lothian-region, der var blevet oprettet i 1975. Edinburghs lokalregerings historie går dog tilbage til omkring 1130, hvor David 1. gjorde byen til en royal burgh og et burgh-råd der holdt til i Old Tolbooth er dokumenteret helt tilbage til 1300-tallet.
Rådet sidder i Edinburgh City Chambers med et hovedkontor på Waverley Court.

## Lederskab
| Councillor      | Parti                      | Fra         | Ti          |
| --------------- | -------------------------- | ----------- | ----------- |
| Keith Geddes    | Scottish Labour            | 1996        | 1999        |
| Donald Anderson | Scottish Labour            | 1999        | 24 Aug 2006 |
| Ewan Aitken     | Scottish Labour            | 29 Aug 2006 | May 2007    |
| Jenny Dawe      | Scottish Liberal Democrats | 24 May 2007 | 3 May 2012  |
| Andrew Burns    | Scottish Labour            | 17 May 2012 | 4 May 2017  |
| Adam McVey      | Scottish National Party    | 22 Jun 2017 | May 2022    |
| Cammy Day       | Scottish Labour            | 26 May 2022 |             |

## Bosættelser
| Bosættelse        | Befolkningstal |
| ----------------- | -------------- |
| Edinburgh         | 506.520        |
| South Queensferry | 10.400         |
| Kirkliston        | 5.280          |
| Ratho             | 2.230          |
| Newbridge         | 1.270          |

## Wards
| Ward nummer | Ward name                    | Sæder | Befolkning (2019) |
| ----------- | ---------------------------- | ----- | ----------------- |
| 1           | Almond                       | 4     | 36,730            |
| 2           | Pentland Hills               | 4     | 32,703            |
| 3           | Drum Brae/Gyle               | 3     | 23,534            |
| 4           | Forth                        | 4     | 31,823            |
| 5           | Inverleith                   | 4     | 34,236            |
| 6           | Corstorphine/Murrayfield     | 3     | 24,192            |
| 7           | Sighthill/Gorgie             | 4     | 33,826            |
| 8           | Colinton/Fairmilehead        | 3     | 25,257            |
| 9           | Fountainbridge/Craiglockhart | 3     | 23,715            |
| 10          | Morningside                  | 4     | 32,586            |
| 11          | City Centre                  | 4     | 32,410            |
| 12          | Leith Walk                   | 4     | 34,651            |
| 13          | Leith                        | 3     | 24,207            |
| 14          | Craigentinny/Duddingston     | 4     | 29,927            |
| 15          | Southside/Newington          | 4     | 37,696            |
| 16          | Liberton/Gilmerton           | 4     | 35,480            |
| 17          | Portobello/Craigmillar       | 4     | 31,957            |
|             | Total                        | 63    | 524.930           |

## Seværdigheder
- Arthur's Seat
- Bonaly Country Park
- Camera Obscura
- City Art Centre
- Conifox Adventure Park
- Craigmillar Castle
- Cramond Roman Fort
- Dalmeny House
- Dean Cemetery
- Dean Village
- Dynamic Earth (Edinburgh)
- Edinburgh Castle
- Edinburgh Dungeon
- Edinburgh International Climbing Arena
- Edinburgh Wax Museum (lukket i 1989)
- Edinburgh Zoo
- Forth Bridge
- Gilmerton Cove
- HMY Britannia
- Holyrood Palace
- Holyrood Park
- Lauriston Castle
- Malleny House and Garden
- Mary King's Close
- Museum of Childhood
- National Museum of Scotland
- Queensferry Museum
- Ross Fountain
- Royal Botanic Garden Edinburgh
- Scotch Whisky Experience
- Scott Monument
- Scottish Parliament Building
- Scottish Poetry Library
- St Giles' Cathedral
- Surgeons' Hall
- Thistle Chapel
- Xtreme Karting - Edinburgh, Newbridge